# Charles Gibier

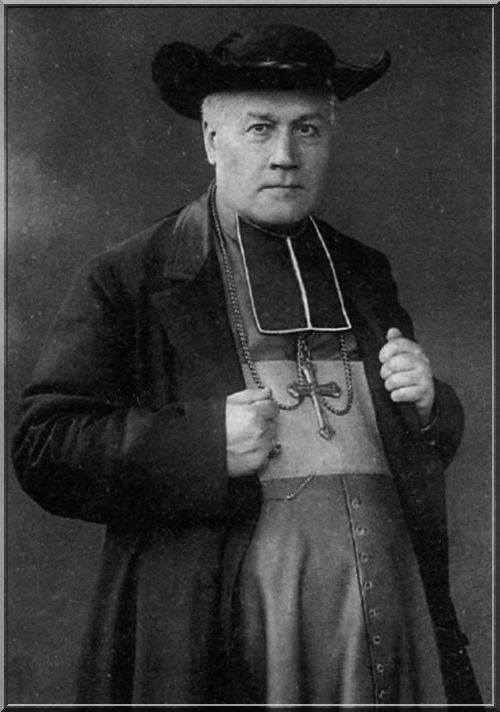
Bischof Charles Gibier 1913

Charles Gibier (* 25. Dezember 1849 in Artenay; † 3. April 1931 in Versailles) war ein französischer Bischof.

## Herkunft und Ernennung zum Bischof
Charles Gibier entstammte einer Landwirtsfamilie der Beauce. Im Deutsch-Französischen Krieg war er Sanitäter und zog daraus den Schluss: Krieg dem Krieg! (Guerre à la guerre!) Am 7. Juni 1873 wurde er von Bischof Félix Dupanloup von Orléans zum Priester geweiht und wirkte zuerst in Fay-aux-Loges und in Pithiviers. Von 1888 bis 1906 war er Pfarrer von Saint-Paterne in Orléans und machte sich einen Namen als Kanzelredner und Verfechter neuer Apostolatsmethoden.
In der für die französische Kirche schwierigen Zeit des Gesetzes von 1905 zur Trennung von Kirche und Staat wurde er am 21. Februar 1906 zusammen mit 13 Mitbrüdern von Papst Pius X. in Rom zum Bischof ernannt und am 25. Februar geweiht. Am 20. März 1906 nahm er in der Kathedrale von Versailles von seinem Bistum Besitz. Am 13. Dezember 1906 musste er dem Gesetz folgend sein Ordinariat neben der Kathedrale verlassen und zog in das von der Congrégation Notre-Dame verlassene Kloster in der heute nach ihm benannten Straße Rue de Monseigneur Gibier.

## Wirken als Bischof
Bischof Gibier, dessen bischöflicher Wahlspruch „Ora et labora“ (Bete und arbeite!) lautete, sah sich als Apostel und Missionar und wollte nicht als „stolze und kalte Majestät“ (comme une fière et froide majesté) in seinem Ordinariat verharren. Zur Belebung der Berufungen richtete er ein Knabenseminar in Marines ein, vergrößerte das Priesterseminar (heute bischöfliches Gymnasium Notre-Dame-du-Grandchamp) und band die Laien in die kirchliche Arbeit ein. Im Sinne des von Papst Leo XIII. geforderten Ralliement war er überzeugter Demokrat und Unterstützer der Dritten Republik. Er positionierte sich als Gegner der rechtsextremen Action française, unterstützte den Sozialkatholizismus des Sillon von Marc Sangnier und ermunterte Émile Anizan, den er von der Schule her kannte, zu seinem Wirken im Arbeitermilieu. Seine Predigten und Vorträge wurden in zahlreichen Bänden gedruckt.
1923 wurde er Ritter der Ehrenlegion. 1926 bekam er, durch Alter und Krankheit geschwächt, einen Koadjutor an die Seite, der sein Nachfolger wurde: Benjamin-Octave Roland-Gosselin. Er starb im Alter von 82 Jahren und wurde am 9. April 1931 in der Kathedrale beigesetzt.

## Veröffentlichungen (Auswahl)
- L'Evangélisation des masses. Paris 1888. 2 Bde., Rom 1893.
- Conférences aux hommes. 1888–1905. 16 Bde. P. Lethielleux, Paris 1903–1911.
  - I. Dieu et son œuvre. II-III. Jésus-Christ et son œuvre. IV-VII. L'Église et son oeuvre. (1. La Constitution de l'Église. 2. Les Combats de l'Église. 3–4. Les Bienfaits de l'Église.). VIII-IX. Le Catholicisme dans les temps modernes. (1. Ses résistances. 2. Ses oeuvres.). X-XI. Objections contemporaines contre la religion. XII-XIII. Objections contemporaines contre l'Église. XIV. La Désorganisation de la famille. XV. Nos plaies sociales (la profanation du dimanche, l'alcoolisme, la désertion des campagnes). XVI. Tables générales des conférences.
  - (teilübersetzt ins Italienische). Conferenze agli uomini. Lethielleux, Paris 1904.
- Les devoirs de l'heure présente. 10 Bde. P. Lethielleux, Paris 1908–1919.
- Les Responsabilités du clergé français. Desclée, De Brouwer et Cie, Paris 1913.
- Les berceaux vides. Le mal et le remède. P. Lethielleux, Paris 1917.
- Religion, famille, patrie. Religion. P. Téqui, Paris 1918.
  - Le Credo des humbles, ou Ce que nous apprend un véritable ami du peuple. Extraits du volume "Religion" de Mgr Gibier. Hrsg. A. Rosat. Pierre Téqui, Paris 1933.
- La France catholique organisée. P. Téqui, Paris 1925.